# جانبداری ایدئولوژیک در ویکی‌پدیا
سوگیری ایدئولوژیک واقعی یا درک شده در دایرةالمعارف آنلاین رایگان ویکی‌پدیا، به ویژه در نسخه انگلیسی زبان آن، موضوع مکرر تحلیل دانشگاهی و انتقاد عمومی از این پروژه بوده‌است. سؤالات مربوط به این است که آیا محتوای آن به دلیل ایدئولوژی سیاسی، مذهبی یا سایر ایدئولوژی ویراستاران داوطلب آن مغرضانه است یا خیر، و تأثیراتی که ممکن است این امر بر اعتبار دایرةالمعارف داشته باشد.
ویکی‌پدیا یک خط‌مشی داخلی دارد که بیان می‌کند که مقاله‌ها باید از دیدگاه بی‌طرف نوشته شوند، که به معنای ارائه منصفانه، متناسب، و تا آنجایی که ممکن است، بدون سوگیری ویرایشی، تمام دیدگاه‌های مهمی است که به‌طور قابل تأیید توسط منتشر شده‌اند. منابع معتبر در مورد یک موضوع در مجموع، یافته‌ها نشان می‌دهد که مقالات ویکی‌پدیا ویرایش‌شده توسط تعداد زیادی از ویراستاران با دیدگاه‌های ایدئولوژیک مخالف، حداقل به‌اندازه سایر منابع مشابه خنثی هستند، اما مقالاتی با حجم ویرایش کمتر توسط مشارکت‌کنندگان کمتر یا از نظر ایدئولوژیکی همگن‌تر، بیشتر احتمال دارد که سوگیری ویرایشی را منعکس کنند.

## تجزیه و تحلیل می‌کند

### تعصب در محتوا در رابطه با سیاست ایالات متحده
شین گرینشتاین و فنگ ژو از مدرسه بازرگانی هاروارد مطالعات متعددی را در مورد بررسی مقالات ویکی‌پدیا مرتبط با سیاست ایالات متحده و ویراستارانی که بر روی آنها کار می‌کنند تا جنبه‌های سوگیری ایدئولوژیک در اطلاعات جمعی آن را شناسایی کنند، تألیف کرده‌اند.
آیا ویکی‌پدیا مغرضانه است؟ (۲۰۱۲)، نویسندگان نمونه ای از ۲۸۳۸۲ مقاله مرتبط با سیاست ایالات متحده را تا ژانویه ۲۰۱۱ بررسی کردند و میزان سوگیری آنها را بر اساس یک «شاخص کج» بر اساس روشی که توسط متیو گنتزکو و جسی شاپیرو در سال ۲۰۱۰ توسعه داده شد، اندازه‌گیری کردند. رسانه روزنامه. این شاخص کج به دنبال سنجش گرایش ایدئولوژیک به دموکرات یا جمهوری‌خواه بر اساس عبارات کلیدی در متن است مانند «جنگ در عراق»، «حقوق مدنی»، «کسری تجاری»، «رشد اقتصادی»، «مهاجرت غیرقانونی» و «امنیت مرزی". به هر عبارت بر اساس تعداد دفعات استفاده از آن توسط دموکراتیک در مقابل، یک شاخص مایل اختصاص داده می‌شود. اعضای جمهوری خواه کنگره ایالات متحده و این رتبه بندی ناب به یک مشارکت ویکی پدیا اختصاص داده شده‌است که شامل همان عبارت کلیدی است. نویسندگان به این نتیجه رسیدند که مقاله‌های قدیمی‌تر از سال‌های اولیه ویکی‌پدیا متمایل به دموکراتیک بودند، در حالی که مقالاتی که اخیراً ایجاد شده‌اند تعادل بیشتری داشتند. آن‌ها پیشنهاد می‌کنند که مقالات به‌دلیل تجدیدنظر، سوگیری خود را به‌طور قابل‌توجهی تغییر نداده‌اند، بلکه در طول زمان، مقالات جدیدتر حاوی دیدگاه‌های متضاد، مسئول تمرکز میانگین کلی هستند. : 4–5 
در یک پیگیری گسترده‌تر آمریکایی از مطالعه ۲۰۱۲، آیا کارشناسان یا هوش جمعی با تعصب بیشتری می‌نویسند؟ شواهدی از دایرةالمعارف بریتانیکا و ویکی‌پدیا (۲۰۱۸)، گرینشتاین و ژو به‌طور مستقیم حدود ۴۰۰۰ مقاله مرتبط با سیاست ایالات متحده را بین ویکی‌پدیا (نوشته شده توسط یک جامعه آنلاین) و مقالات منطبق از دایرةالمعارف بریتانیکا (نوشته شده توسط کارشناسان) با استفاده از روش‌های مشابه مطالعه ۲۰۱۰ خود مقایسه می‌کنند. برای اندازه‌گیری «کیب» (دموکراتیک در مقابل. جمهوری‌خواه) و برای کمی کردن میزان «سوگیری». نویسندگان دریافتند که «مقالات ویکی‌پدیا بیشتر از مقالات بریتانیکا به سمت دیدگاه‌های دموکرات گرایش دارند، و همچنین مغرضانه‌تر هستند»، به ویژه آنهایی که بر حقوق مدنی، شرکت‌ها و دولت تمرکز دارند. ورودی‌های مربوط به مهاجرت به سمت جمهوری خواهان گرایش داشت. آنها همچنین دریافتند که «تفاوت در سوگیری بین یک جفت مقاله با تجدید نظرهای بیشتر کاهش می‌یابد» و هنگامی که مقالات به‌طور اساسی بازنگری شدند، تفاوت در سوگیری در مقایسه با بریتانیکا از نظر آماری ناچیز بود. به گفته نویسندگان، مفهوم این است که «برای کاهش تعصب و تمایل قابل توجه به چیزی نزدیک به خنثی، به مشارکت‌های زیادی نیاز است».

### همکاری در مورد محتوای رقابتی یا کج
تحقیقات نشان می‌دهد که ویکی‌پدیا مستعد نقض دیدگاه خنثی ناشی از سوگیری ویراستاران، از جمله سوگیری سیستمیک است.
مطالعه تفکیک ایدئولوژیک در میان همکاران آنلاین: شواهدی از ویکی‌پدیان‌ها (۲۰۱۶) توسط گرین‌اشتاین، ژو، و یوان گو مقاله‌ای بود که مورد بازبینی همتایان قرار نگرفت. بر رفتارهای خود ویراستاران مشارکت کننده تمرکز داشت. کار مجدد در زیر مجموعه ای از مقالات مرتبط با سیاست ایالات متحده و استفاده از اصطلاحات معرفی شده در آیا ویکی‌پدیا مغرضانه است؟، نویسندگان چندین یافته مهم ارائه می‌دهند. آنها دریافتند که ویراستاران اندکی بیشتر احتمال دارد در مقالاتی مشارکت کنند که شیب متفاوتی نسبت به مقاله خود نشان می‌دهند - گرایشی که نویسندگان آن را متضاد می‌نامند. آنها همچنین دریافتند که مناظرات در ویکی‌پدیا تمایل دارند «شیوع مکالمه‌های تفکیک‌نشده در طول زمان» را نشان دهند، به این معنی که بحث‌های ویکی‌پدیا تمایل دارد ویراستارانی را با دیدگاه‌های متفاوت درگیر کند - که نویسندگان آن را بدون تفکیک نامیدند - برخلاف بحث‌هایی که فقط شامل ویراستارانی با دیدگاه‌های همگن هستند. (تفکیک شده). قرار است گفتگوی تفکیک نشده به نفع همگرایی به سمت یک دیدگاه بی‌طرف باشد. آنها همچنین دریافتند که میزان تعصب ویراستار در طول زمان و تجربه کاهش می‌یابد، و برای ویراستارانی که درگیر ویرایش مطالب بسیار کج هستند، سریع‌تر کاهش می‌یابد: «[t]بزرگ‌ترین کاهش در میان مشارکت‌کنندگانی مشاهده می‌شود که مطالبی را ویرایش می‌کنند یا به مقاله‌هایی اضافه می‌کنند که دارای سوگیری‌های بیشتری هستند. ". آنها همچنین تخمین زدند که به‌طور متوسط حدود یک سال بیشتر طول می‌کشد تا مطالب جمهوری‌خواه به دیدگاه بی طرفانه برسد تا مطالب دموکرات.
یک مطالعه بررسی شده بعدی نشان داد که مدلی از این اصطکاک مولد، که به عنوان حل جمعی تعارضات اجتماعی-شناختی تعریف می‌شود، می‌تواند پویایی تولید دانش در ویکی‌پدیا را توضیح داده و پیش‌بینی کند، و این فرضیه را که کار مشترک از چندین ویرایشگر با دیدگاه‌های مخالف به رسیدن به بی‌طرفی کمک می‌کند. علاوه بر این، مطالعه دیگری در ویکی‌پدیای فرانسوی نشان داد که اکثریت ویراستاران تمایل دارند که به‌طور مساوی در یک بازی دیکتاتور سهیم شوند و این تمایل با مشارکت آنها در ویکی‌پدیا (که با زمان صرف شده و پیوست اندازه‌گیری می‌شود) مرتبط است.

## ادعای سوگیری
طبق اخبار بلومبرگ در سال ۲۰۱۶، «اتکای دایرةالمعارف به منابع خارجی، در درجه اول روزنامه‌ها، به این معنی است که به اندازه بقیه رسانه‌ها متنوع خواهد بود - که به عبارتی نه خیلی زیاد است.» طبق گزارش هاآرتص در سال ۲۰۱۸، «ویکی‌پدیا موفق شده‌است که هم به بیش از حد لیبرال و هم بیش از حد محافظه‌کار متهم شود و منتقدانی از طیف مختلف داشته باشد»، در حالی که ویکی‌پدیا را «معمولاً متهم به لیبرال بودن بیش از حد» می‌کنند.
طبق گزارش سی‌ان‌ان در سال ۲۰۲۲، سوگیری ایدئولوژیکی ویکی‌پدیا «ممکن است با تعصب ایدئولوژیک اکوسیستم خبری مطابقت داشته باشد». طبق گزارش بوستون گلوب در سال ۲۰۲۲، «علاقه یک سردبیر ویکی‌پدیا به یک مقاله از ارزش‌ها و نظرات آنها سرچشمه می‌گیرد و مشارکت‌هایشان از طریق تفسیر کلی آنها از واقعیت فیلتر می‌شود. حکم یا نه، دیدگاه بی‌طرف غیرممکن است. حتی یک ویرایشگر ویکی‌پدیا نمی‌تواند از آن فراتر رود.» به گفته اسلیت در سال ۲۰۲۲، «مفسران جناح راست سال‌ها در مورد تعصبات چپ [ویکی‌پدیا] غر می‌زنند، اما نتوانسته‌اند گزینه دایره‌المعارفی جایگزین مناسبی ارائه دهند: نسخه محافظه‌کار ویکی‌پدیا، کانسروپدیا، مدت‌هاست که وجود دارد. با حداقل خوانندگان دست و پا می‌زند." در حالی که همچنین اشاره می‌کند که محافظه کاران "به‌طور کلی به ویکی‌پدیا به اندازه سایر منابع رسانه ای حمله نکرده‌اند".

### تعصب لیبرال و چپ

#### لری سنگر
لری سانگر، یکی از بنیانگذاران ویکی‌پدیا، از زمانی که به عنوان تنها کارمند تحریریه ویکی‌پدیا در مراحل اولیه آن اخراج شد و در سال ۲۰۰۲ پروژه را ترک کرد، از ویکی‌پدیا انتقاد کرد او در ادامه رقبای ویکی‌پدیا، از جمله سیتیزندیوم و اوریپدیا را تأسیس کرد و برای آنها کار کرد. در میان انتقادات دیگر، سنگر از این نظر که مقاله‌های ویکی‌پدیا دیدگاهی چپ‌گرا و لیبرال یا «دیدگاه تشکیلات» را ارائه می‌کند، به‌سختی سخن گفته‌است. سنگر مثال‌هایی را برای آنچه که به‌عنوان سوگیری‌های چپ و لیبرال می‌داند، ذکر کرده‌است، مانند اینکه «قانونی‌سازی مواد مخدر، که در ویکی‌پدیا آزادسازی مواد مخدر نامیده می‌شود، تنها اطلاعات کمی در مورد خطرات احتمالی سیاست‌های قانونی‌سازی مواد مخدر دارد» و اینکه ویکی‌پدیا مقاله دربارهٔ جو بایدن به اندازه کافی «نگرانی‌هایی که جمهوری خواهان دربارهٔ او داشته‌اند» یا ادعاهای اوکراین را منعکس نمی‌کند. به دلیل این تعصبات، سانگر ویکی‌پدیا را غیرقابل اعتماد می‌داند. وی همچنین ویکی‌پدیا را به کنار گذاشتن سیاست بی‌طرفی خود (دیدگاه بی‌طرف) متهم کرده‌است.

#### Conservapedia
اندرو شلافلی، فعال محافظه‌کار مسیحی آمریکایی، دایرةالمعارف آنلاین Conservapedia را در سال ۲۰۰۶ بر اساس دیدگاه خود دربارهٔ «سوگیری لیبرال» در ویکی‌پدیا تأسیس کرد. ویراستاران Conservapedia فهرستی از نمونه‌های ادعایی سوگیری لیبرال در ویکی‌پدیا را جمع‌آوری کرده‌اند، از جمله ادعاهایی که «ضد آمریکایی»، «ضد مسیحی» و «ضدسرمایه‌داری» است.

#### اینفو کهکشانی
فعال راست افراطی آمریکایی Vox Day دایرةالمعارف آنلاین Infogalactic را در سال 2017 برای مقابله با آنچه که او به عنوان «پلیس فکری چپ که [ویکی‌پدیا] را اداره می‌کند» می‌داند، تأسیس کرد.

### ویکی‌پدیای کرواتی و سوگیری جناح راست
در سال ۲۰۱۳، فهرست جوتارنجی گزارش داد که مدیران و ویراستاران نسخه کرواتی زبان ویکی‌پدیا، سوگیری راست‌گرایانه‌ای را در موضوعاتی مانند رژیم اوستاشایی، ضد فاشیسم، صرب‌ها، جامعه دگرباشان جنسی و ازدواج همجنس‌گرایان مطرح می‌کنند. بسیاری از منتقدان سردبیران سابق این وبسایت بودند که گفتند به دلیل ابراز نگرانی تبعید شده‌اند. اندازه کوچک ویکی‌پدیای کرواتی (تا سپتامبر ۲۰۱۳، دارای ۴۶۶ ویرایشگر فعال بود که ۲۷ نفر از آنها مدیر بودند) به عنوان یک عامل اصلی ذکر شد. دو روز پس از انتشار این خبر، ژلیکو یووانوویچ، وزیر علوم، آموزش و ورزش کرواسی به دانشجویان توصیه کرد که از این وب سایت استفاده نکنند. در سال ۲۰۱۸، مورخان دانشگاه زاگرب به شبکه گزارشگری تحقیقی بالکان (BIRN) گفتند که ویکی‌پدیای کرواتی «نقص، اشتباهات واقعی و زبانی ایدئولوژیک زیادی دارد» و دانش‌آموزان اغلب به جای زبان کرواتی مادری خود به ویکی‌پدیای انگلیسی ارجاع داده می‌شوند. مخصوصاً برای موضوعات تاریخ کرواسی.

### ویکی‌پدیای ژاپنی و رویزیونیسم تاریخی
در مقاله‌ای در مارس ۲۰۲۱، یومیکو ساتو از اسلیت از نسخه ژاپنی ویکی‌پدیا به دلیل انتشار اطلاعات نادرست تجدیدنظرطلبانه تاریخی دربارهٔ کشتار نانجینگ، زنان راحت و واحد ۷۳۱ انتقاد کرد.

### ویکی‌پدیا اسپانیایی
در سال ۲۰۲۲، چندین شخصیت فرهنگی و سیاسی اسپانیا مانیفستی را منتشر کردند که ادعا می‌کرد «عدم بی‌طرفی و … سوگیری سیاسی آشکار در ویکی‌پدیا [اسپانیایی]» و ادعا کردند که ویکی‌پدیای اسپانیایی «توسط افرادی ویرایش می‌شود که پشت حساب‌های سردبیر ناشناس پنهان شده‌اند. از فرصت برای انجام فعالیت‌های سیاسی استفاده کنید، چه با درج داده‌های نادرست یا نادرست، یا انتخاب اخبار از رسانه‌هایی با سوگیری سیاسی و ایدئولوژیک آشکار، که به اطلاعات جنجالی، تحریف شده، موذیانه یا نادرست اشاره دارد. این مانیفست توسط خوان کارلوس گیراوتا، آلوارو بارگاس یوسا، کایتانا آلوارز د تولدو، خواکین لگوینا، آلبرت ریورا، دانیل لاکاله و تونی کانتو در میان دیگر شخصیت‌های راست‌گرا امضا شده‌است.
ویکی‌پدیای اسپانیایی به دلیل ارائه پوششی سفیدرنگ از کریستینا کرشنر مورد انتقاد قرار گرفته‌است.

## پاسخ‌ها از ویکی‌پدیا
در سال ۲۰۰۶، جیمی ولز، یکی از بنیانگذاران ویکی‌پدیا، گفت: «جامعه ویکی‌پدیا بسیار متنوع است، از لیبرال گرفته تا محافظه‌کار تا آزادی‌خواه و فراتر از آن. اگر میانگین‌ها اهمیت داشته باشند، و به دلیل ماهیت نرم‌افزار ویکی (بدون رای دادن) تقریباً مطمئناً اینطور نیست، من می‌گویم که جامعه ویکی‌پدیا به‌طور متوسط کمی آزادتر از جمعیت ایالات متحده است، زیرا ما جهانی و جامعه بین‌المللی هستیم. انگلیسی زبانان کمی لیبرال تر از جمعیت ایالات متحده هستند. هیچ داده یا نظرسنجی برای حمایت از آن وجود ندارد." در سال ۲۰۰۷، ولز گفت که ادعاهای سوگیری لیبرال در ویکی‌پدیا «با حقایق پشتیبانی نمی‌شوند».
در سال ۲۰۲۱، ویکی‌پدیا اتهامات لری سنگر مبنی برداشتن یک سوگیری سیاسی خاص را رد کرد و سخنگوی دایرةالمعارف گفت که مطالعات شخص ثالث نشان داده‌است که ویراستاران آن از دیدگاه‌های ایدئولوژیک متفاوتی هستند و «هرچه افراد بیشتری درگیر روند ویرایش در ویکی‌پدیا، مقالات خنثی‌تر می‌شوند."

## بیشتر خواندن
- مارگولین, درو بی.; گودمن, ساشا; کیگان, برایان; لین, Yu-Ru; لازر, دیوید (5 اوت 2015). "ارزش ویکی: قضاوت جمعی از شهرت نامزد". اطلاعات، ارتباطات و جامعه. 19 (8): 1029–1045. doi:10.1080/1369118X.2015.1069871.